# Barrage Gargar
Barrage Gargar är en reservoar i Algeriet.   Den ligger i provinsen Relizane, i den norra delen av landet, 210 km väster om huvudstaden Alger. Barrage Gargar ligger 112 meter över havet. Arean är 19,2 kvadratkilometer. Omgivningarna runt Barrage Gargar är i huvudsak ett öppet busklandskap. Den sträcker sig 8,8 kilometer i nord-sydlig riktning, och 11,4 kilometer i öst-västlig riktning.